# تشياكي توميتا
تشياكي توميتا (باليابانية: 冨田千愛) هي مجدفة يابانية، ولدت في 18 أكتوبر 1993 في يوناغو في اليابان.

## وصلات خارجية
- تشياكي توميتا على موقع الاتحاد الدولي للتجديف (الإنجليزية)
- تشياكي توميتا على موقع اللجنة الأولمبية الدولية (الإنجليزية)
- تشياكي توميتا على موقع أوليمبيديا (الإنجليزية)